# Gottfried Keller (schrijver)

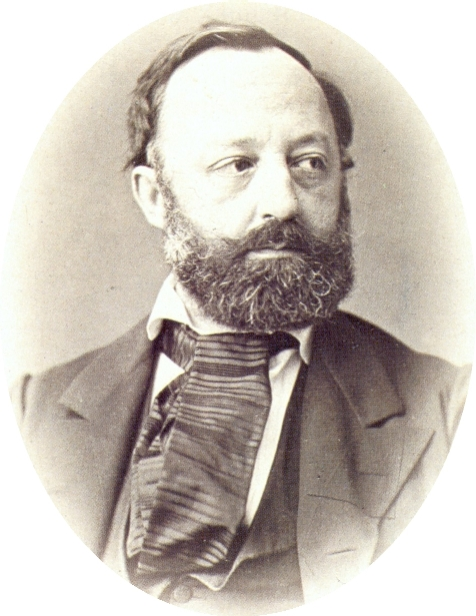
Foto van Gottfried Keller, 1870

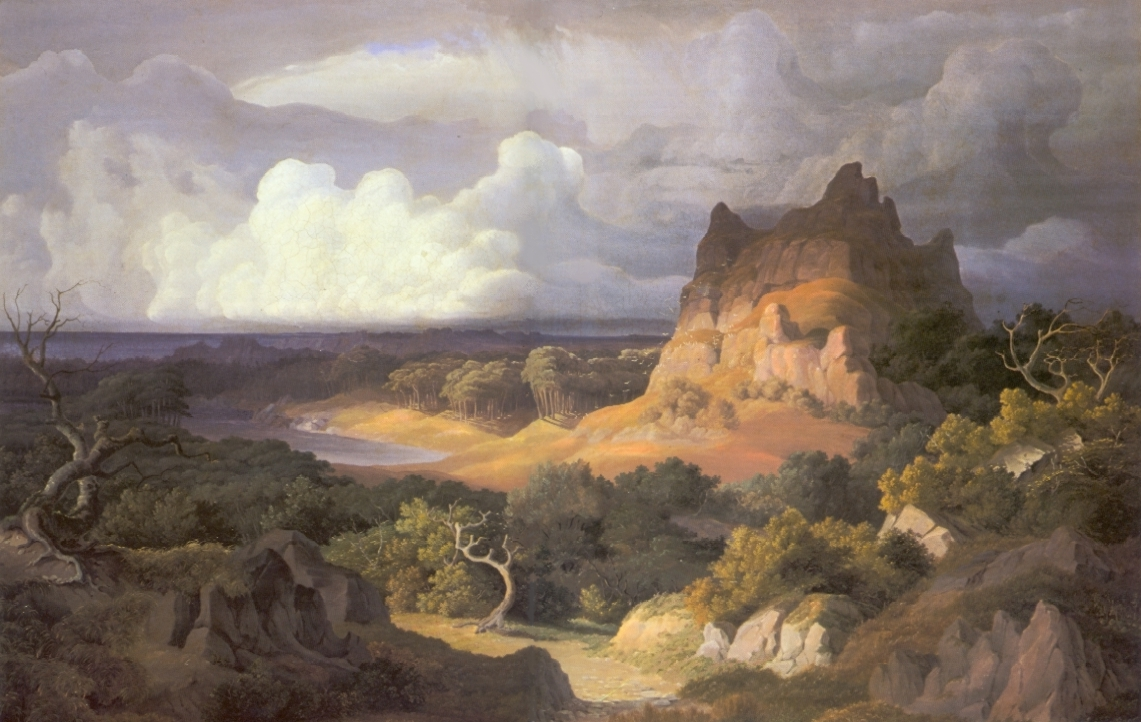
Gottfried Keller: Heroisch Landschaft, 1842

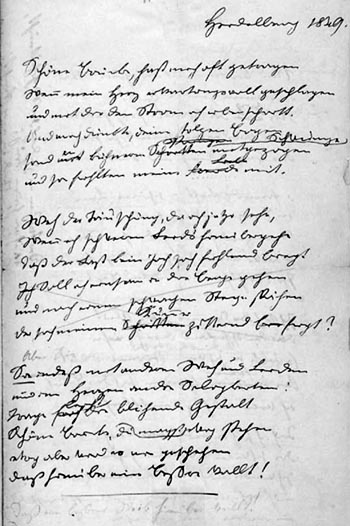
Gedicht Schöne Brücke in Kellers handschrift, 1849

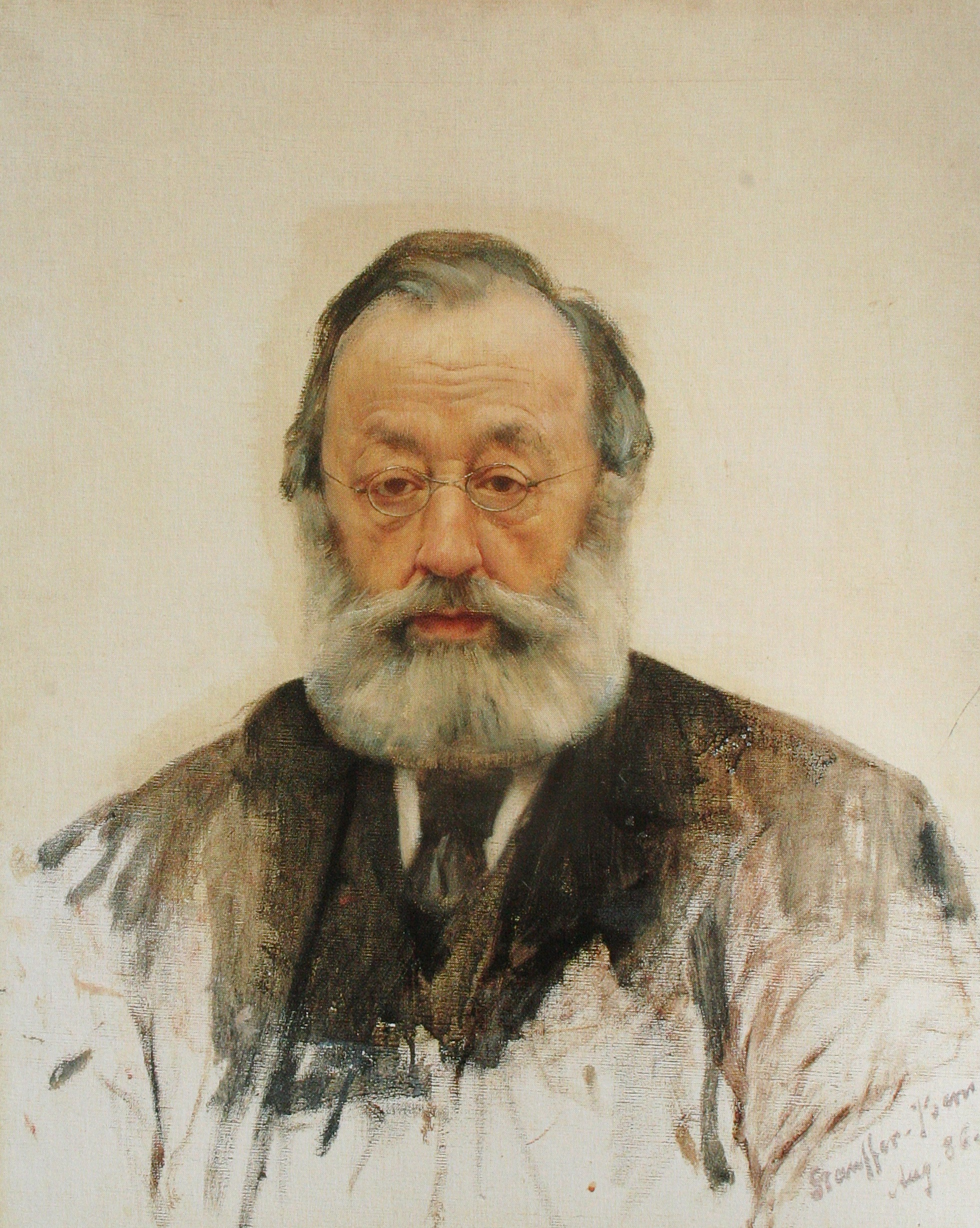
Gottfried Keller, in 1886 door Karl Stauffer-Bern geportretteerd

Gottfried Keller (Zürich, 19 juli 1819 — aldaar, 15 juli 1890) was een bekend Zwitsers schrijver uit het realisme, die populaire satirische novelles schreef. Hij schreef tevens de tekst van het Zwitserse volkslied. Keller geldt als een der belangrijkste Zwitserse auteurs.

## Levensloop
Keller was de zoon van een timmermansbaas in Zürich, die reeds overleed toen Keller vijf was. Hij ging naar de kantonnale school, maar nam op zijn vijftiende deel aan een relatief banale scholierenopstand en werd van school gestuurd, nadat anderen hem ten onrechte hadden aangewezen als de aanstichter. Over dit incident bleef hij zijn leven lang bitter. Keller wilde graag kunstschilder worden. Hij verliet Zürich en trok naar München met de bedoeling te gaan leven van de landschapsschilderkunst. Hij had weinig succes en keerde teleurgesteld terug naar Zürich, waar hij jarenlang bij zijn moeder en zuster bleef wonen, in zware financiële nood.

### Lyrische lente
Keller kwam in contact met Ferdinand Freiligrath en Georg Herwegh, schrijvers uit de Vormärz. Kellers vroege periode wordt zijn 'lyrische lente' genoemd: hij ontwikkelde liberaal-democratische ideeën, en zijn Vormärz-vrienden wezen hem erop dat hij een veel beter schrijver dan schilder was. Verstoken van een degelijke opleiding, wierp hij zich op de literatuur van Goethe en Anastasius Grün. Hij begon als autodidact te schrijven, met de hulp van politiek vluchteling C.A. Follen.
In 1842 publiceerde hij zijn eerste gedichtenbundel. Veel van dit werk bestond uit liefdeslyriek en politieke gedichten die in de vergetelheid zijn geraakt, maar het boek bevatte ook een aantal nog lang gewaardeerde natuurgedichten, waaronder O mein Heimatland, een ode aan Zwitserland. Het eerste gedicht van Keller dat algemene belangstelling trok, was Der Jesuitenzug, waarin zijn neiging tot satire al tot uiting kwam.

### Der grüne Heinrich
In 1848 verleende de regering van Zürich hem een beurs om twee jaar te Heidelberg te studeren. Aldaar doceerde Ludwig Feuerbach, wiens ideeën over godsdienst een sterke invloed op hem uitoefenden. Keller stelde in navolging van Spinoza dat 'God' gelijk moest zijn aan de natuur. Hij meende dat hij zijn leven ten volle moest benutten, aangezien een hiernamaals in zijn ogen een absurde gedachte was. God is "het wereldlijke", aldus Keller. Na zijn studie in Heidelberg leefde hij vijf jaar te Berlijn en schreef de eerste versie van zijn autobiografische roman Der grüne Heinrich. Toen hij naar Zürich terugkeerde, slaagde hij er niet in van de pen te leven en woonde nog zes jaar thuis. Zijn roman, een burgerlijk-pessimistisch antwoord op de Bildungsroman naar het model van Goethes Wilhelm Meisters Wanderjahre, werd nauwelijks verkocht.

### Novellen
In Die Leute von Seldwyla creëerde hij een satirische pendant van de kleinburgerlijke maatschappij: het is een verzameling novellen in twee delen, waaronder Frau Regel Amrain, Pankraz der Schmoller, Romeo und Julia auf dem Dorfe, Spiegel das Kätzchen, Die mißbrauchten Liebesbriefe, Das verlorene Lachen, Der Schmied seines Glückes, Die drei gerechten Kammacher en een van zijn beroemdste novellen, Kleider machen Leute.
Onverwachts werd Keller in 1861 door het kanton Zürich tot staatsschrijver benoemd, een functie die hij tot 1876 bekleedde. Als blijk van erkenning werd hij in 1878 ook ereburger van de stad Zürich. Hij schreef nog talloze novelles, alle in een eenvoudige maar elegante taal. Zijn verhalen waren concreet en realistisch. De rode draad erin is de grotesk-ironische humor: de personages zijn tegelijk herkenbaar en sterk overdreven, en de verhaallijnen zijn 'mogelijk' maar absurd. Keller was een radicaal democraat, die psychologisch met schuldgevoel en hypochondrie kampte. Misschien leidde dat tot de ietwat melancholische ondertoon in zijn novellen. Desalniettemin kon zijn humor erg scherp en sarcastisch zijn. Keller is ongetrouwd gebleven; sommige van zijn vrouwenfiguren zijn gebaseerd op persoonlijke liefdesrelaties.

### Latere jaren
Toen bleek dat Der grüne Heinrich niet het verhoopte succes behaalde, kocht Keller zelf de onverkochte voorraad op en maakte er de kachel mee aan. Hij besloot het boek te herzien: in de tweede versie (1879-1880) schrapte hij al te persoonlijke passages en wijzigde de ontknoping ten goede. Als verdere novellen van zijn hand kunnen worden genoemd: Sieben Legenden, een ironische secularisering van 'sacrale' stof, Züricher Novellen (waaronder Der Landvogt von Greiffensee en Das Fähnlein der sieben Aufrechten) en Das Sinngedicht. Waar de jonge Keller een romanticus was onder invloed van Heine, neigde hij in zijn latere periode tot een zekere maatschappijkritiek. Zijn laatste roman Martin Salander toont de schaduwzijde van de ontwikkeling van de samenleving. Het vervolg op deze roman is een fragment gebleven.
Keller schreef ook Der Apotheker von Chamonix, een epos in verzen. Als dichter zowel als novellist en romancier heeft hij een grote reputatie als "de Zwitserse Goethe". Vooral zijn humor maakt hem een graag gelezen schrijver. Daarnaast doet de  autofictieve roman Der grüne Heinrich voor velen niet onder voor Goethes vergelijkbare jeugd- en leertijdroman Wilhelm Meisters Lehrjahre.
Na zijn overlijden was de Zwitserse jurist Albert Schneider zijn executeur-testamentair. Keller vermaakte zijn gehele literaire nalatenschap met de rechten aan de Zentralbibliotheek Zürich.

## Werken
- 1846 Gedichte
- 1851 Neuere Gedichte
- 1855 Der grüne Heinrich (roman), eerste versie
- 1856 Die Leute von Seldwyla (novellen, deel I)
- 1872 Sieben Legenden (novellen)
- 1873 Die Leute von Seldwyla (novellen, deel II)
- 1878 Züricher Novellen (novellen)
- 1880 Der grüne Heinrich, tweede versie
- 1882 Das Sinngedicht (novellen)
- 1883 Gesammelte Gedichte
- 1886 Martin Salander (roman)

## In Nederlandse vertaling
- Groene Heinrich, vert. Peter Kaaij, 2016, ISBN 9789025302511 (gebaseerd op de eerste druk)

## Secundaire literatuur
- Barbara Baumann & Brigitta Oberle (1985), Deutsche Literatur in Epochen. München: Max Hueber.
- Karl Fehr (1945), 'Der Realismus', in: Bruno Boesch (red.), Deutsche Literaturgeschichte in Grundzügen. Die Epochen deutscher Dichtung. Bern: Francke Verlag, pp. 348-406.
- Gerhard Fricke & Mathias Schreiber (1988), Geschichte der deutschen Literatur. Paderborn: Ferdinand Schöningh.
- Alfred Kossmann, De thuiskomst van Gottfried Keller, in: De Gids, 1958, nr. 121, p. 82-92
- Bengt Algot Sørensen (1997), Geschichte der deutschen Literatur. Band II. Vom 19. Jahrhundert bis zur Gegenwart. München: C. H. Beck. [= Beck'sche Reihe 1217]
- Wolf Wucherpfennig (1986), Geschichte der deutschen Literatur. Von den Anfängen bis zur Gegenwart. Stuttgart: Ernst Klett.

- Bibsys: 90051168
- Biblioteca Nacional de Chile: 000457914
- Biblioteca Nacional de España: XX986226
- Bibliothèque nationale de France: cb119095592 (data)
- Catàleg d'autoritats de noms i títols de Catalunya: 981058526593306706
- CiNii: DA00414422
- Digitale Bibliotheek voor de Nederlandse Letteren: kell023
- Gemeinsame Normdatei: 11856109X
- Historisch woordenboek van Zwitserland: 012024
- International Standard Name Identifier: 0000 0001 0787 135X
- Library of Congress Control Number: n80035887
- Nationale Bibliotheek van Letland: 000032268
- MusicBrainz: b5970b3e-a411-4378-b536-c616de308242
- Bibliotheek van het Japanse parlement: 00445390
- Nationale Bibliotheek van Tsjechië: jn19990004250
- Nationale bibliotheek van Australië: 35264145
- Nationale Bibliotheek van Israël: 987007519101105171
- Nationale Bibliotheek van Polen: a0000001179907
- Nationale en Universitaire bibliotheek Zagreb: 000063838
- Nederlandse Thesaurus van Auteursnamen: 068660383
- RKD-Nederlands Instituut voor Kunstgeschiedenis: 43794
- Istituto Centrale per il Catalogo Unico: RAVV011380
- LIBRIS: 193189
- SIKART: 4022821
- SNAC: w6gr09dv
- Système universitaire de documentation: 026947226
- Theaterlexikon der Schweiz: Gottfried_Keller
- Trove: 888327
- Union List of Artist Names: 500020209
- Virtual International Authority File: 102319551
- WorldCat: E39PBJv4p3cTQqtKH4JybCgtKd